# Гладкоствольное оружие
Гладкоство́льное ору́жие — огнестрельное оружие, имеющее ствол или стволы только с гладкими каналами.

## История
Первоначально всё огнестрельное оружие, и ручное, и тяжёлое (артиллерия), было гладкоствольным. Массовое внедрение нарезного оружия в армиях началось лишь во второй половине XIX века, когда, с одной стороны, совершенствование технологий позволило наладить массовый выпуск дешёвых нарезных стволов, с другой - появилась возможность быстро перезаряжать такое оружие с дула благодаря появлению саморасширяющихся при выстреле пуль, хотя для охоты и целевой стрельбы оно широко применялось задолго до этого.
Суворовский афоризм «Пуля дура, штык — молодец» относится именно к гладкоствольному оружию. Точность и дальность боя гладкоствольных ружей конца XVIII — начала XIX в. можно показать на примере русского пехотного 7-линейного (17,78-мм) ружья образца 1808 г.: при длине ствола около 1140 мм в мишень размерами 1,8×1,22 м с дистанции в 100 шагов попадало в среднем 75 % пуль, 200 шагов — 50 %, 300 шагов — 25 %. Ввиду такой низкой меткости стрельбы из гладкоствольных ружей пехотная тактика того времени сводилась к залповому огню, которая фактически состояла в стрельбе по площадям.

## Ручное гладкоствольное оружие
В настоящее время применяется в основном для охоты и как служебное оружие (ружья), а также для самообороны (ружья и простейшие гладкоствольные пистолеты).
Ствол ружья может иметь как равные, так и различные диаметры в начале и в конце. Существует термин — дульное сужение. У гладкоствольных ружей оно может быть постоянным или переменным.
Если диаметры ствола в начале и в конце различны (на выходе из ствола диаметр меньше), то стрелять калиберной пулей из него невозможно — она застрянет (вернее, ствол раздует). Для стрельбы пулей необходимо, чтобы она проходила через дульное сужение с зазором порядка 0,3—0,5 мм (подкалиберная пуля) или имела сминаемые ведущие пояски. Дульное сужение (усиленный чок 1,25 мм.) необходимо для повышения кучности при стрельбе на предельные дистанции дробью №6 и №7. Некоторые ружья имеют сменные насадки; чоки, получоки, цилиндры, ввинчивающиеся в канал ствола (характерно для помповых и самозарядных гладкоствольных ружей).
Прямой ствол (цилиндр) предназначен для стрельбы калиберной пулей и имеет хорошую кучность при стрельбе картечью, но имеет худшую кучность при стрельбе дробью на расстояние более 20-30 метров.
Длительное время продолжаются разработки для гладкоствольного ручного оружия пуль, аналогичных широко используемых в современной гладкоствольной артиллерии оперённым снарядам, что в теории позволило бы довести или хотя бы приблизить показатели кучности боя гладкоствольного оружия к таковым нарезного; между тем, до настоящего времени они не привели к созданию пригодного к массовому производству образца. Одной из существенных причин этого является сложность и дороговизна обеспечения постоянства формы и размеров столь небольших, по сравнению со снарядами, поражающих элементов при их массовом производстве.

## Классы
Гладкоствольные ружья подразделяются на классы в зависимости от:
- числа стволов (1, 2 или 3 (комбинированные с нарезным стволом));
- наличия или отсутствия магазина и его типа (подствольный трубчатый, коробчатый);
- способа перезарядки (перелом ствола, качающееся цевьё (помповое), самозарядное («полуавтомат»), продольно-поворотный (винтовочный) затвор. Старинные образцы - дульнозарядные, например, мушкеты.
- Разный калибр гладкоствольного оружия подразумевает разную массу патрона, массу заряда дроби(пули), массу пороха. Бывают ружья от 4 до 32 калибра, выраженного в долях  фунта: 4, 8, 10, 12, 16, 20, 22, 24, 28, 32 (цифры означают кол-во круглых (шарообразных) пуль данного калибра отливаемых из слитка свинца весом в 1 фунт) и калибра .410, выраженного в долях дюйма. Соответственно, чем больше цифра калибра, тем меньше диаметр гильзы, заряд пороха, дроби (пули) и отдача. Величина отдачи зависит от веса оружия (больше вес оружия, меньше отдача), от веса поражающей части (больше вес, больше отдача), вида поражающей части (дробь - меньше отдача, пуля - больше отдача) при прочих равных условиях, системы перезарядки оружия (газоотводная система уменьшает отдачу). Отличительной особенностью гладкоствольного оружия является также длина патронника (65,70,76 или 89 мм.).

## Гладкоствольная артиллерия
Со времени внедрения нарезных стволов в артиллерии гладкоствольными остались лёгкие переносные системы — миномёты и гранатомёты. Их снаряды стабилизируются аэродинамическим оперением, постоянным или (реже) раскрывающимся.
«Возврат» к гладкоствольным пушкам произошёл в танкостроении и в противотанковой артиллерии. С появлением оперённых снарядов у гладкоствольных пушек появились следующие преимущества перед нарезными:
1. В гладкоствольной пушке можно значительно (в 1,5-2 раза) увеличить давление в канале ствола без риска «смыливания» нарезов, а значит и увеличить начальную скорость снаряда.
2. Возрастает бронепробиваемость подкалиберных снарядов.
3. Нет необходимости использовать специальные технические решения для компенсации вращения кумулятивного снаряда, которое негативно сказывается на формировании кумулятивной струи.
4. Становится проще изготовить ПТУР, запускаемую через канал ствола.

Все это привело к тому, что на большинстве современных и перспективных танков установлены именно гладкоствольные пушки. Современные противотанковые пушки, например МТ-12 «Рапира», также являются гладкоствольными.
Современные гладкоствольные пушки в целом отличаются меньшей точностью, особенно на расстояниях превышающих дальность прямого выстрела. Кроме того, из-за наличия системы стабилизаторов ОФ снаряды танковых пушек отличаются меньшей эффективностью в сравнении с нарезной артиллерией того же калибра.